# Bahnstrecke Labouheyre–Mimizan-Plage
| Alter Bahnhof in Saint-Paul-en-Born |         |                                         |                                         |
| Streckennummer (SNCF): | 615 100 |                                         |                                         |
| Streckenlänge: | 34 km   |                                         |                                         |
| |         |                                         |                                         |
| \| \| \| Bahnstrecke Bordeaux–Irun von Irun \| \| \| \| \| von Sabres und von Bias (VFL) \| \| \| \| 0.0 \| Labouheyre \| Labouheyre \| \| \| \| Bahnstrecke Bordeaux–Irun nach Bordeaux \| \| \| \| 6,2 \| Luë \| Luë \| \| \| 11,8 \| Bourricos \| Bourricos \| \| \| 16,4 \| Pontenx-les-Forges \| Pontenx-les-Forges \| \| \| 20,7 \| Saint-Paul-en-Born \| Saint-Paul-en-Born \| \| \| 24,7 \| Aureilhan \| Aureilhan \| \| \| 27,1 \| Mimizan-Bourg \| Mimizan-Bourg \| \| \| 29,9 \| Bel-Air \| Bel-Air \| \| \| 30,0 \| La Cité Papierfabrik \| La Cité Papierfabrik \| \| \| 33,5 \| Mimizan-Plage \| Mimizan-Plage \| \| \| \| Aureilhan \| \| \| \| 34,0 \| Mimizan-les-Bains \| Mimizan-les-Bains \| \| \| \| nach Naouas \| \| |         |                                         |                                         |
| |         | Bahnstrecke Bordeaux–Irun von Irun      |                                         |
| Abzweig geradeaus, ehemals von links und ehemals von rechts |         | von Sabres und von Bias (VFL)           | von Sabres und von Bias (VFL)           |
| Bahnhof | 0.0     | Labouheyre                              | Labouheyre                              |
| Abzweig ehemals geradeaus und nach rechts |         | Bahnstrecke Bordeaux–Irun nach Bordeaux | Bahnstrecke Bordeaux–Irun nach Bordeaux |
| Haltepunkt / Haltestelle (Strecke außer Betrieb) | 6,2     | Luë                                     | Luë                                     |
| Haltepunkt / Haltestelle (Strecke außer Betrieb) | 11,8    | Bourricos                               | Bourricos                               |
| Bahnhof (Strecke außer Betrieb) | 16,4    | Pontenx-les-Forges                      | Pontenx-les-Forges                      |
| Haltepunkt / Haltestelle (Strecke außer Betrieb) | 20,7    | Saint-Paul-en-Born                      | Saint-Paul-en-Born                      |
| Haltepunkt / Haltestelle (Strecke außer Betrieb) | 24,7    | Aureilhan                               | Aureilhan                               |
| Bahnhof (Strecke außer Betrieb) | 27,1    | Mimizan-Bourg                           | Mimizan-Bourg                           |
| Haltepunkt / Haltestelle (Strecke außer Betrieb) | 29,9    | Bel-Air                                 | Bel-Air                                 |
| Dienststation / Betriebs- oder Güterbahnhof (Strecke außer Betrieb) | 30,0    | La Cité Papierfabrik                    | La Cité Papierfabrik                    |
| Bahnhof (Strecke außer Betrieb) | 33,5    | Mimizan-Plage                           | Mimizan-Plage                           |
| Brücke über Wasserlauf (Strecke außer Betrieb) |         | Aureilhan                               | Aureilhan                               |
| Haltepunkt / Haltestelle (Strecke außer Betrieb) | 34,0    | Mimizan-les-Bains                       | Mimizan-les-Bains                       |
| |         | nach Naouas                             |                                         |

Die Bahnstrecke Labouheyre–Mimizan-Plage war eine 34 Kilometer lange Eisenbahnstrecke in Südwest-Frankreich zwischen dem Bahnhof Labouheyre an der Bahnstrecke Bordeaux–Irun und dem Badeort Mimizan. Sie wurde zwischen 1889 und 1909 eröffnet und für den Personenverkehr 1960, vollständig erst 1992 geschlossen.
Von Mimizan-Plage aus bestand zeitweise auch eine Schienenverbindung zum nördlich gelegenen Bicarosse-Plage, das wiederum über Bicarosse ebenfalls an die marginale Nord-Süd-Strecke Bordeaux–Irun angeschlossen war. Zwischen Mimizan und Mimizan-Plage ist eine große Papierfabrik, die bis zuletzt von der Bahn bedient wurde. In Mimizan-Plage gibt es eine Brücke über den hier in den Golf von Biskaya mündenden Aureilhan, die sowohl für Kraftfahrzeuge als auch die Eisenbahn zugelassen war.

## Streckenverlauf
Die gesamte Strecke verlief weitestgehend südlich parallel der ehemaligen N 626 (heute D626) in Ost-West-Richtung. Kurz vor Pontenx-les-Forges führte die Strecke abkürzend südlich am Ort vorbei durch den Wald, um zwei Kilometer später die Hauptstraße wieder zu erreichen. Vor dem Ortsbegin von Mimizan verließ die Bahnstrecke abermals die Streckenführung der Hauptstraße und machte einen weiten Bogen südlich am Ort vorbei. Es gab laut Fahrplan von 1914 täglich drei durchgehende Verbindungen sowie eine zusätzliche Fahrt zwischen Labouheyre und Pontenx. Die Fahrzeit für die gesamte Verbindung betrug zwischen 100 und 108 Minuten.

## Geschichte
Am 24. April 1879 wurde die erste Streckenlizenz für den 27 Kilometer langen Abschnitt Labouheyre–Mimizan-Bourg erteilt. Die Eröffnung fand im Juli 1889 statt. Das Interesse am Bau dieser Bahn war die Exploration des Holzes der hier wachsenden Pinienwälder. Für den zweiten, knapp sieben Kilometer langen Abschnitt von Mimizan-Bourg nach Mimizan-Plage wurde die Lizenz am 28. Dezember 1905 erteilt, die Eröffnung der Strecke fand im Sommer 1909 statt. Der Grund für die Verlängerung war der seit 1880 stetig steigende Besucherstrom zum Badeort Mimizan-Plage, der vor dem Bau nur mühsam mit dem Pferdewagen erreicht werden konnte. Zunächst scheiterten die Planungen jedoch an den zu hohen Kosten für den Brückenschlag auf das Nordufer.
Konzessionär war die Chemin de fer d’intérêt local des Landes (CFIL), die zahlreiche kleine Strecken entlang der Nord-Süd-Magistrale betrieb. 1916 erfolgte der Zusammenschluss dreier kleinerer Eisenbahngesellschaften zur Compagnie des voies ferrées des Landes (VFL), der dadurch auch diese Strecke gehörte. 1925 öffnete bei Mimizan die Papèteries de Gascogne, die dort vor allem Kraftpapier herstellt. 1992 wurde der 30,2 km lange Abschnitt zwischen Papierwerk und Labouheyre auch für den Güterverkehr geschlossen, nachdem der 3,8 km lange Abschnitt zum Strand bereits seit 1963 stillgelegt worden war.
Sämtliche Strecken dieser Gesellschaft schlossen spätestens 1949 ihre Personenbeförderung mit Ausnahme der Verbindung Labouheyre–Mimizan-Plage, die zwar auch 1939 den Personenverkehr einstellte, im Jahr darauf aber wieder eröffnete und erst 1960 endgültig keinen Personenverkehr mehr durchführte.
Am 21. April 1961 ereignete sich in Mimizan-Bourg ein schwerer Unfall, der keine Verletzten, aber einen hohen Sachschaden verursachte, indem ein Schienenbus einen die Straße überquerenden Lastkraftwagen rammte und dabei selbst entgleiste.
1905 wechselte die Strecke zum Bahnbetreiber Chemin de fer du Born et Marensin (BM), 1916 fusionierten drei Bahngesellschaften, darunter auch die BM zur Société Anonyme des voies ferrées des Landes.